# Kepler-1649
Kepler-1649 (KOI-3138) — одиночна зірка в сузір'ї Лебедя. Знаходиться на відстані 302 світлових роки від Сонця.

## Характеристики
Зірка є червоним карликом з видимою зоряною величиною близько 16m, при цьому в інфрачервоному світлі вона значно яскравіше: у фільтрі J її блиск дорівнює 13,38m, а у фільтрі K — 12,59m. Вона належить до спектрального класу M5 V. Маса зірки становить 0,2 маси Сонця, радіус — 0,23 сонячних радіуса. Поверхнева температура оцінюється в 3240 Кельвінів. Її світність приблизно в 194 рази менша світності Сонця.

## Планетна система
У квітні 2017 року міжнародна команда астрономів в журналі «The Astronomical Journal» повідомила про відкриття екзопланети Kepler-1649 b, що представляє собою аналог Венери за розміром і одержуваною від зірки енергії. Її маса невідома, але, ймовірно, вона є скелястим світом. Період обігу навколо батьківської зірки становить близько 8,69 доби. Рівноважна температура її поверхні оцінюється в 307 K (у Землі — 254 K, без урахування парникового ефекту). Можливо, що планета оточена щільною атмосферою, що створює на її поверхні потужний парниковий ефект.
У квітні 2020 року у зірки відкрита друга планета — Kepler-1649c, яка за своїми властивостями може бути аналогом Землі: її радіус складає 1,06 радіуса Землі, і від своєї зірки, вона отримує 0,75 тієї енергії, що Земля одержує від Сонця — її рівноважна температура оцінюється в 234 K. Орбітальний період обертання становить близько 19,54 доби.
З великою ймовірністю обидві планети приливно синхронізовані з батьківського зіркою, тобто завжди звернені до неї однією стороною.